# روتا لي
روتا لي (بالإنجليزية: Ruta Lee)‏ هي عارضة وممثلة كندية، ولدت في 30 مايو 1936 بمونتريال في كندا. بدأت مشوارها المهني سنة 1953.

## أعمال

### أفلام
- (1954) سبع عرائس لسبعة إخوة
- (1957) شاهد على المحاكمة[6]
- (1957) وجه مضحك

### مسلسلات
- روزان

## وصلات خارجية
- روتا لي على موقع IMDb (الإنجليزية)
- روتا لي على موقع ألو سيني (الفرنسية)
- روتا لي على موقع تيرنر كلاسيك موفيز (الإنجليزية)
- روتا لي على موقع أول موفي (الإنجليزية)
- روتا لي على موقع قاعدة بيانات الأفلام السويدية (السويدية)
- روتا لي على موقع إن إن دي بي (الإنجليزية)
- روتا لي على موقع قاعدة بيانات الفيلم (الإنجليزية)
- روتا لي على موقع كينوبويسك (الروسية)